# Zygmunt Romaszkan

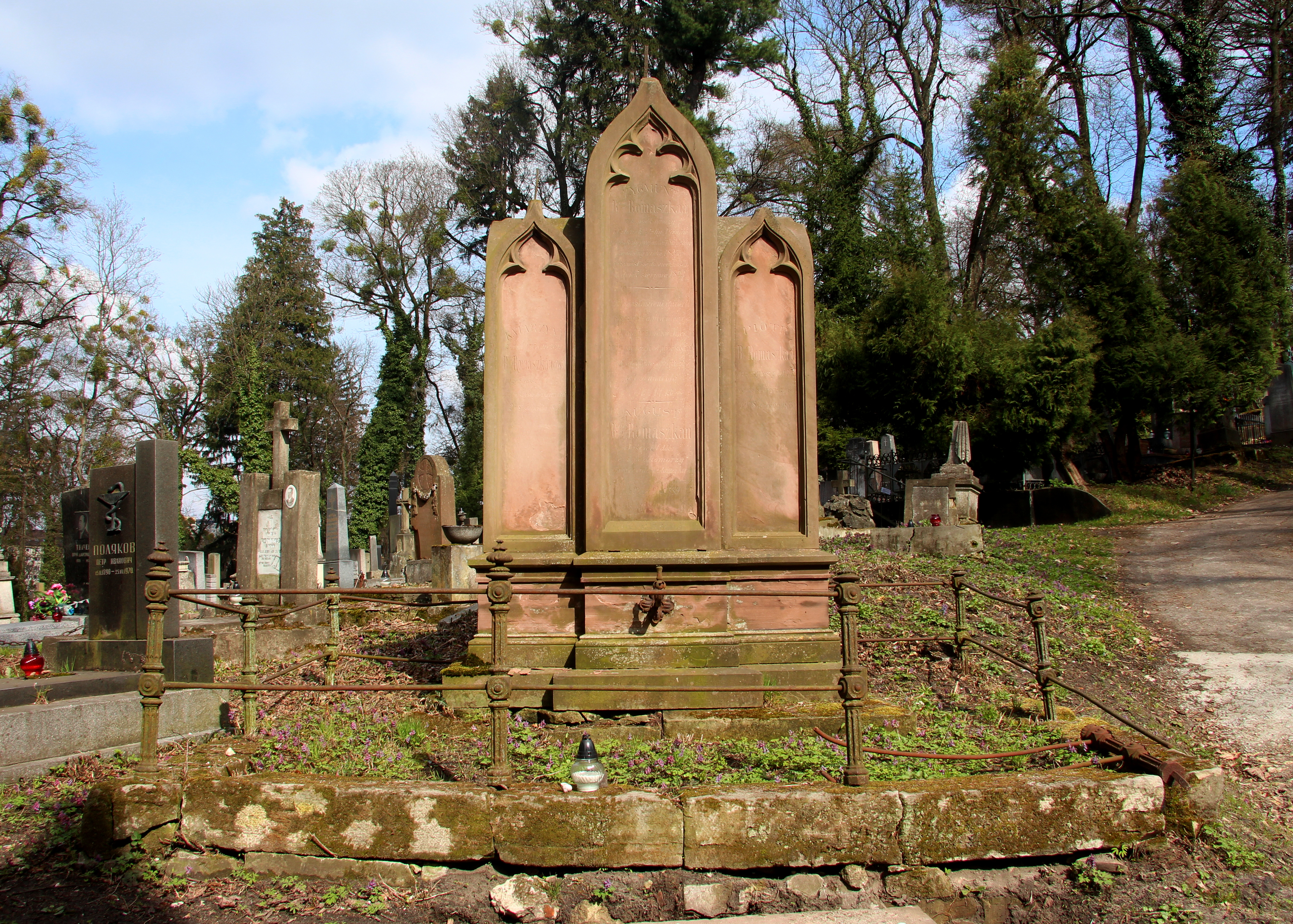
Grobowiec rodziny Romaszkanów

Zygmunt Jan Pius Romaszkan-Kirkorowicz, baron, herbu własnego (ur. 5 maja 1825 we Lwowie, zm. 7 sierpnia 1893 tamże) – ziemianin, działacz społeczny i gospodarczy, członek austriackiej Izby Panów

## Życiorys
Urodził się w ormiańskiej rodzinie ziemiańskiej pochodzącej z Mołdawii, której potwierdzono szlachectwo 8 lipca 1789. Był synem Piotra Romaszkana (1790-1863) i  Katarzyny z Bołoz-Antoniewiczów (1803–1847). Miał rodzeństwo: siostrę Karolinę Sabinę (ur. 1822), żonę Edwarda Adama Komorowskiego (1810-1865) oraz brata: Augusta Józefa Marię (1827-1889). 
Ukończył studia prawnicze na uniwersytecie lwowskim. W latach 1847–1850 pracował jako urzędnik w charakterze praktykanta koncypienta w Gubernium Galicyjskim.
Ziemianin, od 1851 właściciel przekazanych mu przez ojca dóbr Uhersko oraz od 1858 dóbr Dobrzany, Pietniczany, Wownia z Wolicą  i Glinka  w pow. stryjskim, po śmierci brata Augusta w 1889 przejął także dobra Ostapie w pow. skałackim. Posiadał także cegielnię Stilerówkę we Lwowie.
Od 30 czerwca 1853 członek od 1869 członek oddziału drohobycko-stryjskiego, od 1875 oddziału stryjskiego (którego w l. 1876-1877, 1879 był prezesem), od 1883 oddziału drohobycko-stryjskiego Galicyjskiego Towarzystwa Gospodarskiego (1853-1893). Prezes (1870-1893) Wydziału Okręgowego Stryjsko-Drohobyckiego Galicyjskiego Towarzystwa Kredytowego Ziemskiego. Członek rady nadzorczej Galicyjskiego Zakładu Kredytowego Włościańskiego we Lwowie (1871-1873, 1877-1883) i Ogólnego Galicyjskiego Towarzystwa Ubezpieczeń we Lwowie (1874-1877). Członek Kasyna Narodowego we Lwowie. Charakteryzując Zygmunta i jego brata Augusta nielubiący Romaszkanów Kazimierz Chłędowski zapisał na kartach swego pamiętnika: dwaj przede wszystkim Romaszkami byli bardzo znanymi we Lwowie postaciami, dwa czarne, niskie grubasy, starzy kawalerowie: jeden Zygmunt, Zyziem zwany, finansista, prezes Banku Włościańskiego, o którym mówiono, że za godło ma ściągniętą skórę z biednego chłopa, drugi August, przestępujący jak kaczka z nogi na nogę, próżniak, plotkarz, sybaryta. Wieczorem Zyzio zasiadał w kasynie szlacheckim i był zbiornikiem wszystkich nowin. August który miał jeszcze inne namiętności, siedział u pani S. żony urzędnika Banku Włościańskiego, bardzo przystojnej brunety, gdzie stworzył sobie ognisko domowe, kukułcze.
Członek Rady Powiatu w Stryju (1867-1874, 1881-1893) oraz prezes Wydziału Powiatowego w Stryju (1881-1893). Członek Komisji Krajowej dla spraw odkupu i uporządkowania ciężarów gruntowych (1888-1893). Członek dożywotni Izby Panów austriackiej Rady Państwa (31 października 1892 – 7 sierpnia 1893). Jego nominacja wywołała powszechne zaskoczenie. Ówczesna prasa galicyjska wspominała "ciemne plamy" związane z jego działalnością gospodarczą, zaś samą nominację przypisywała wpływom byłego ministra dla Galicji Filipa Zaleskiego. Pamiętnikarz Marian Rosco Bogdanowicz zwrócił uwagę, że powołanie Romaszkana zostało poprzedzone przepisaniem jego majątku Ostapie na rzecz syna Filipa – Wacława Zaleskiego. Po jego śmierci majątki (oprócz Ostapia) przejął Franciszek Romaszkan (1851-1926). Uczynił także legat na rzecz Zakładu Wychowawczo-Naukowego im. dra Józefa Torosiewicza.
Zmarł na zakażenie krwi. Pochowany na Cmentarzu Łyczakowskim we Lwowie.
Rodziny nie założył.

## Wyróżnienia i odznaczenia
Wraz z ojcem otrzymał od cesarza dziedziczny tytuł barona 22 sierpnia 1857 (dyplom datowany Wiedeń, 3 stycznia 1858) Od 1892 szambelan austriacki.

## Upamiętnienie
W 1882 areał w Stryju pomiędzy C. K. Gimnazjum a III koronami nazwano placem Zygmunta Romaszkana (z czasem na tym terenie utworzono ogród botaniczny).